# Caligula jaintiensis
Caligula jaintiensis är en fjärilsart som beskrevs av Watson 1927. Caligula jaintiensis ingår i släktet Caligula och familjen påfågelsspinnare. Inga underarter finns listade i Catalogue of Life.